# Останній рік Беркута
«Останній рік Беркута» (рос. «Последний год Беркута») — художній фільм, знятий за мотивами роману Миколи Доможакова «У далекому аалі».

## Сюжет
1922 рік. Хакасія. Степ. Колишній червоний партизан Федор Полинцев везе сім'ю до м. Мінусінськ. Дорогою знаходить пораненого табунника. Намагаючись надати йому першу допомогу, Федора схопили родичі табунника, вважаючи його винним у пораненні юнака. Раптом з'являється червона армія й не дає їм провести над Федором самосуд. Командир загону просить Федора допомогти їм упіймати банду Беркута, яка утворилася з залишків білогвардійської армії і місцевих багатіїв. Федір відмовляється, загін йде. 
Але подальші події змушують Федора пошкодувати про своє рішення, оскільки йому з купкою тутешніх бідняків доводиться протистояти озброєній банді.

## У ролях
| Актор              | Роль           |
| ------------------ | -------------- |
| Олег Корчиков      | Федор Полинцев |
| Нуржуман Іхтимбаєв | Пічон Почкаєв  |
| Циден Бадмаєв      | Аларчен        |
| Олексій Араштаєв   | Сагдай         |
| Каукен Кенжетаєв   | Хоортай        |
| Володимир Татосов  | Жарков         |
| Георгій Дрозд      | Харбінка       |
| Герман Саражаков   | Хапин          |
| Микола Тачеєв      | Сабіс          |
| Раушан Мукашева    | Марік          |
| Іван Салайдінов    | Серге          |
| Юрій Майнагашев    | Апах           |
| Тетяна Миколаєва   | Варя Полинцева |
| Анатолій Щукін     | Губенков       |
| Ірина Іванова      | Зоя            |
| Самсон Артонов     | епізод         |
| Юрій Топоєв        | епізод         |
| Володимир Чустеєв  | епізод         |
| Георгій Сагалаков  | епізод         |
| Михайло Топоєв     | епізод         |
| Віра Чебодаєва     | епізод         |
| Ельза Кокова       | епізод         |
| Віктор Коков       | епізод         |
| Аліса Кизласова    | епізод         |
| Євгенія Катникова  | епізод         |
| Юрій Котюшев       | епізод         |

## Ланки
- Актори фільму
- КиноПоиск